# Масований ракетний обстріл України 13 січня 2024
13 січня 2024 російські війська втретє з початку року завдали масованого удару по Україні. Удари були нанесені з ракетоносіїв МіГ-31К, бомбардувальників Ту-95мс та Ту-22М3. Загалом проти повітряною обороною було збито 8 повітряних цілей з 40.
Під удар потрапили: Дніпро, Кропивницький, Чернігів, Шостка. Дві з ракет, ймовірно Х-101, впали на полі на території Павловського району, Краснодарського Краю.

## Перебіг подій
Близько 1:50 (UTC+2) було зафіксовано зліт 11 стратегічних бомбардувальників Ту-95мс з Мурманської області які взяли курс в акваторію Каспійського моря.
Пізніше злетіли 5 Ту-22м3 та 3 МіГ-31К. 

## Обстріли

### Дніпро
Очільник ОВА Сергій Лисак повідомив про збиття двох ракет у Криворізькому районі. Також є влучання в самому Дніпрі, на місці працюють фахівці.

### Кропивницький
Очільник обласної військової адміністрації повідомив що Кропивницький потрапив під ворожу атаку та повідомив що на Кіровоградщині відпрацювали сили протиповітряної оборони України.

### Чернігів
У Чернігові уламки ворожої ракети впали на приватний сектор. Люди не постраждали, однак завдано руйнувань у секторі приватної житлової забудови міста. На щастя, люди не постраждали, пошкоджень зазнали кілька приватних будинків та нежитлових споруд. Одну будівлю практично зруйновано.

### Шостка
За інформацією Оперативного командування «Північ» зранку, 13 січня, по місту Шостка зафіксовано 7 прильотів, ймовірно ракетний удар. В результаті травмовано жінку й пошкоджено щонайменше 26 житлових будинків. Удар був нанесений ракетами Х-22.

### Полтава
В області працювала ППО, у Кременчуцькому районі уламки ракети впали на подвір'ї приватного будинку, обійшлося без постраждалих.

### Херсонська область

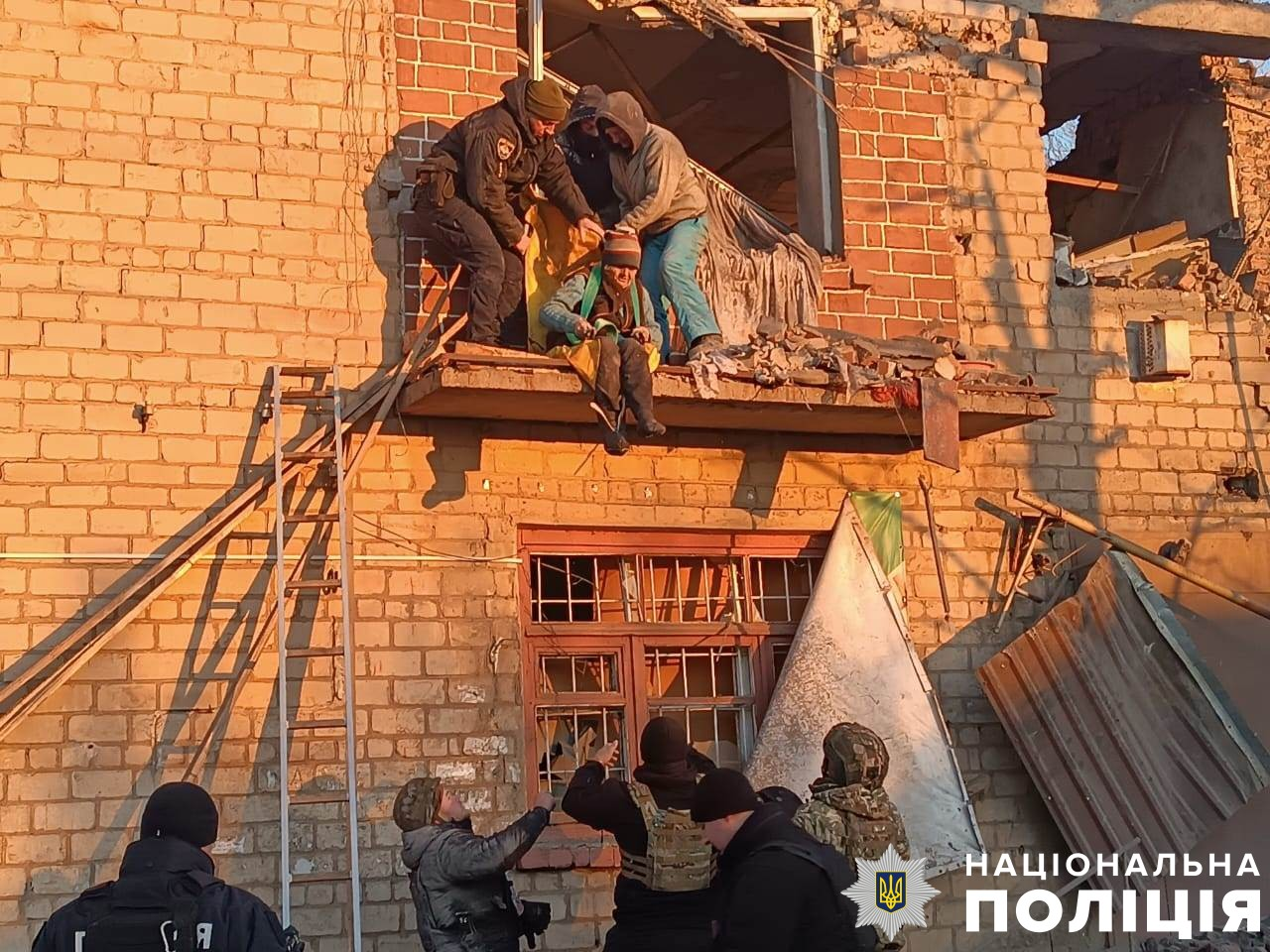
Поліціянти рятують пенсіонерку зі зруйнованого будинку в Бериславі

Того ж дня по Бериславу російські війська завдали чергових ударів з авіації. На житлові квартали ворог скинув кілька керованих бомб, відтак значних пошкоджень зазнали 10 житлових будинків.

## Статистика
| Регіон                                               | Місце                                                | Зброя                                                | К-ть  | Влучання, загиблі/поранені                                                  |
| ---------------------------------------------------- | ---------------------------------------------------- | ---------------------------------------------------- | ----- | --------------------------------------------------------------------------- |
| північ України                                       | північ України                                       | Shahed 136                                           | 3     | зафіксовано 3 БПЛА, наслідки влучання невідомі                              |
|                                                      |                                                      |                                                      |       |                                                                             |
| Сумська обл.                                         | Велика Писарівка                                     | С-300                                                | 4     | пошкоджено низку об'єктів цивільної інфраструктури та 10 приватних будинків |
| Україна                                              | Україна                                              | С-300                                                | 3     | наслідки влучання не встановлені                                            |
|                                                      |                                                      |                                                      |       |                                                                             |
| Чернігівська обл.                                    | Чернігів                                             | —                                                    | 28/30 | пошкоджено 15 приватних будинків, багатоповерхівку та три магазини          |
| Сумська обл.                                         | Шостка                                               | Х-22                                                 | 28/30 | вибуховою хвилею пошкоджено щонайменше 26 будинків, жертви: 0/1             |
| Дніпропетровська обл.                                | Дніпро                                               | —                                                    | 28/30 | відомо про влучання                                                         |
| Полтавська обл.                                      | Кременчук                                            | —                                                    | 28/30 | відомо про падіння ракети що не здетонувала                                 |
| Україна                                              | Україна                                              | —                                                    | 28/30 | заявлено про 8 збитих ракет і ще 20+ знешкоджених завдяки РЕБ               |
| Україна загалом (не рахуючи систем С-300/C-400)      | Україна загалом (не рахуючи систем С-300/C-400)      | Україна загалом (не рахуючи систем С-300/C-400)      | 28/30 | Жертви: певна кількість поранених                                           |
| Відсоток ракет, перехоплених ППО та іншими засобами: | Відсоток ракет, перехоплених ППО та іншими засобами: | Відсоток ракет, перехоплених ППО та іншими засобами: | 93 %  | 93 %                                                                        |
|                                                      |                                                      |                                                      |       |                                                                             |
| РФ, Краснодарський край                              | РФ, Краснодарський край                              | —                                                    | 2/2   | відомо про дві ракети що передчасно впали на поле                           |

Нічна / ранкова атака 13 січня 2024 року коштувала РФ щонайменше 239,06 млн доларів США, за розрахунками ЕП та Forbes:
- шахеди коштують від 20 тис дол до 50 тис дол за одиницю. Тобто, щонайменше 3 таких БпЛА коштували 60 тис доларів;
- керована авіаційна ракета Х-59 коштує 0,5 млн дол, отже 4 такі ракети коштують 2 млн доларів;
- авіаційна ракета Х-31П — 0,5 млн дол, отже загальна сума вартості випущених ракет складає 1 млн доларів;
- ракету Х-22 оцінюють в 1 млн дол, тобто загальна сума за випущені ракети становить 6 млн доларів;
- ціна зенітної керованої ракети С-300 складає як мінімум 2 млн дол, отже загальна вартість випущених ракет цього типу — 14 млн доларів;
- ціна аеробалістичної ракети Х-47М2 «Кинджал» складає 10 млн дол, загальна сума випущених ракет — 60 млн доларів;
- ракета Х-101 коштує 13 млн доларів за одиницю, загальна сума випущених ракет цього типу складає 156 млн доларів[15].